# Morta (królowa)

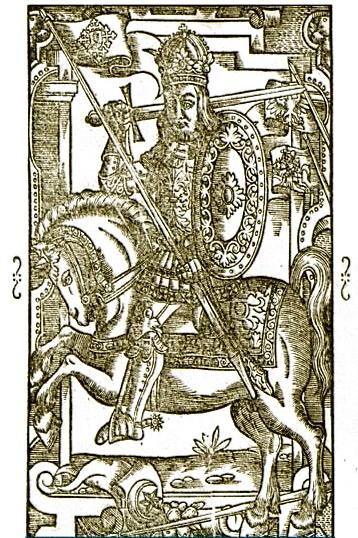
Król Mendog w kronikach

Morta (zm. 1263) była żoną Mendoga, pierwszego władcy Wielkiego Księstwa Litewskiego. Była wielką księżną litewską (do 1253), a później królową Litwy (1253 - 1262). Bardzo mało informacji jest o jej życiu. Prawdopodobnie była drugą żoną Mendoga, ponieważ ich najstarszy syn Wojsiełk był już dorosły, i uczestniczył w polityce międzynarodowej, gdy jej synowie byli jeszcze młodzi i zależni od rodziców. Po jej śmierci Mendog, ożenił się z jej siostrą, która była też żoną Dowmunta. W zemście Dowmunt razem z Treniotą zabili Mendoga i jego dwóch synów w 1263 roku.

## Pochodzenie
Jej pogańskie imię jest nieznane. Jedyną informacją o jej pochodzeniu lub jej miejscu urodzenia jest traktat podpisany w 1219 r. między książętami wielkolitewskimi a Galicją i Wołyniem. Traktat mówi, że Mendog zabił wielu członków rodziny Bulewski w tym Wiszimunta. Kodeks Hipacki wyjaśnia, że Wiszimunt został zabity w 1251 lub 1253 podczas ataku na zamek Vykintasa. Ogólnie przyjmuje się, że Morta była żoną Wiszimunta. Historyk obecnej Litwy, Edvardas Gudavičius, przeanalizował toponimy i ustalił, że rodzina Bulewskich najprawdopodobniej pochodzi z miasta Szawle. Na podstawie tej informacji mieszkańcy Szawli nazywają miasto domem Morty.

## Życie
Jej życie zostało krótko opisane w „Livonian Rhymed Chronicle”. Kronika opisuje zdolną kobietę, która doradzała mężowi w sprawach politycznych i kobietę, która była miła dla swojego męża. Według Kroniki popierała nawrócenie Litwy na chrześcijaństwo, sprzeciwiała się Treniocie i broniła chrześcijan, gdy Mendog powrócił do pogaństwa. Biorąc pod uwagę jej poparcie dla chrześcijan i fakt, że jej pogańskie imię jest nieznane, Rimvydas Petrauskas zaproponował, że być może Morta została ochrzczona wcześniej niż Mendog.

## Rodzina
Źródła zawierają niewiele informacji o rodzinie Morty i nie jest całkowicie jasne, ile miała dzieci. Dwóch synów: Replysa i Gerstukasa, wymieniono w akcie z dnia 7 sierpnia 1261 r. Akt, na mocy którego Mendog oddał całą Selonię Zakonowi Liwońskiemu, jest być może średniowiecznym fałszerstwem, stworzonym przez Zakon. Według Kodeksu Hipackiego, dwaj synowie, Rūklys i Rupeikis, zostali zamordowani razem z Mendogiem w 1263 roku. Jest to jedyna dostępna informacja i historycy nie zgadzają się, czy byli to ci sami dwaj synowie, których imiona zostały zniekształcone przez średniowiecznych skrybów, czy też byli czterej synowie.